# Stig Rästa
Stig Rästa (Tallinn, 24 februari 1980) is een Estisch zanger en muzikant.

## Biografie
Stig Rästa richtte in 2002 de band Slobodan River op, die uiteenviel in 2006. Sedert dat jaar speelt hij in Traffic. In 2015 nam hij deel aan Eesti Laul, de Estse voorronde voor het Eurovisiesongfestival. In een duet met Elina Born vertolkte hij Goodbye to yesterday. Het duo won Eesti Laul 2015, waardoor ze samen Estland vertegenwoordigden op het Eurovisiesongfestival 2015 in de Oostenrijkse hoofdstad Wenen. Hier behaalden ze samen de zevende plaats in de finale.

## Discografie

### Singles
| Single met eventuele hitnotering(en) in de Nederlandse Top 40 | Datum van verschijnen | Datum van binnenkomst | Hoogste positie | Aantal weken | Opmerkingen                                                                         |
| ------------------------------------------------------------- | --------------------- | --------------------- | --------------- | ------------ | ----------------------------------------------------------------------------------- |
| Goodbye to yesterday                                          | 2015                  | -                     |                 |              | met Elina Born / Inzending Eurovisiesongfestival 2015 / Nr. 73 in de Single Top 100 |

| Single met hitnotering(en) in de Vlaamse Ultratop 50 | Datum van verschijnen | Datum van binnenkomst | Hoogste positie | Aantal weken | Opmerkingen                                           |
| ---------------------------------------------------- | --------------------- | --------------------- | --------------- | ------------ | ----------------------------------------------------- |
| Goodbye to yesterday                                 | 2015                  | 30-05-2014            | 32              | 2            | met Elina Born / Inzending Eurovisiesongfestival 2015 |

1994: Silvi Vrait · 
1996: Ivo Linna & Maarja-Liis Ilus · 
1997: Maarja-Liis Ilus · 
1998: Koit Toome · 
1999: Evelin Samuel & Camille · 
2000: Ines · 
2001: Tanel Padar, Dave Benton & 2XL · 
2002: Sahlene · 
2003: Ruffus · 
2004: Neiokõsõ · 
2005: Suntribe · 
2006: Sandra Oxenryd · 
2007: Gerli Padar · 
2008: Kreisiraadio · 
2009: Urban Symphony · 
2010: Malcolm Lincoln · 
2011: Getter Jaani · 
2012: Ott Lepland · 
2013: Birgit Õigemeel · 
2014: Tanja · 
2015: Elina Born & Stig Rästa · 
2016: Jüri Pootsmann · 
2017: Koit Toome & Laura · 
2018: Elina Netsjajeva · 
2019: Victor Crone · 
2021: Uku Suviste · 
2022: Stefan · 
2023: Alika · 
2024: 5miinust & Puuluup · 
2025: Tommy Cash
- Gemeinsame Normdatei: 1199727482
- MusicBrainz: 52986633-a861-4f3e-ae86-94633e048885
- Virtual International Authority File: 1167149544568600490004
- WorldCat: E39PBJvhpY8MWRHdgWyhmCT4MP